# Циталопрам
Циталопрам (англ. Citalopram, лат. Citalopramum) — синтетичний лікарський засіб, що за хімічним складом є похідним біциклічного ізобензофурану та належить до групи селективних інгібіторів зворотного захоплення серотоніну. Циталопрам застосовується перорально. Циталопрам уперше синтезований у 1972 році дослідницькою групою під керівництвом Клауса Боегесое у лабораторії данської фармацевтичної компанії «Lundbeck», та схвалений для клінічного застосування в Данії в 1989 році.

## Фармакологічні властивості
Циталопрам — лікарський засіб, що належить до групи селективних інгібіторів зворотного захоплення серотоніну. За хімічним складом є рацемічною сумішшю двох енантіомерів — R-(-)-циталопраму і S-(+)-циталопраму, клінічну дію із яких має виключно другий ізомер. S-циталопрам застосовується як окремий препарат — есциталопрам. Механізм дії препарату полягає у вибірковому інгібуванні зворотнього нейронального захоплення серотоніну в синапсах центральної нервової системиу, що спричинює накопичення нейромедіатора в синаптичній щілині, та подовженню його дії на постсинаптичні рецепторні ділянки. Це призводить до інгібування обігу серотоніну в організмі, подальшим наслідком чого є купування депресивних станів. Циталопрам лише незначно впливає на серотонінові рецептори 5-HT1А і 5-НТ2, а також на альфа-1- та альфа-2-, а також бета-адренорецептори, D2 та D1 дофамінові рецептори, гістамінові H1-рецептори, м-холірецептори, бензодіазепінові рецептори, опіатні та ГАМК-рецептори. Застосування циталопраму призводить до покращення настрою, зменшення страху та напруги, усуває тривогу та дисфорію, зменшує симптоматику нав'язливих станів. Циталопрам також практично не має седативного ефекту. Циталопрам застосовується при депресіях різного типу — апато-адинамічних, сумних, тривожних; він ефективний при застосуванні при депресивних станах різного віку, в тому числі в осіб похилого віку; а також ефективний при деменції, більш виражено при деменції, спричиненій хворобою Альцгеймера. При застосуванні при депресіях циталопрам у клінічних дослідженнях був ефективніший у порівнянні з пароксетином і ребоксетином; приблизно рівний за ефективністю з міртазапіном, венлафаксином, іміпраміном та іншими трициклічними антидепресантами, а також гетероциклічними антидепресантами і препаратами на основі звіробою; та менш ефективний у порівнянні з есциталопрамом. За даними частини клінічних досліджень циталопрам асоціюється із нижчою кількістю побічних ефектів, особливо з боку серцево-судинної системи; проте інші клінічні дослідження вказують, що циталопрам спричинює меншу кількість побічних ефектів лише у порівнянні з амітриптиліном, ребоксетином і венлафаксином, тоді ж як у порівнянні з іміпраміном та препаратами звіробою циталопрам спричинював більше побічних ефектів, у порівнянні з іншими препаратами (зокрема міансерином, моклобемідом і міртазапіном) не виявлено суттєвої різниці в частоті побічних ефектів у порівнянні з циталопрамом.

### Фармакокінетика
Циталопрам добре і швидко всмоктується після перорального застосування, біодоступність препарату становить 80 %. Максимальна концентація циталопраму в крові досягається протягом 2—4 годин після прийому препарату. Препарат добре (на 80 %) зв'язується з білками плазми крові. Циталопрам добре проникає через гематоенцефалічний бар'єр, проникає через плацентарний бар'єр, та виділяється в грудне молоко. Метаболізується препарат у печінці з утворенням малоактивних метаболітів. Виводиться циталопрам з організму переважно із сечею (на 75 %) у вигляді метаболітів, частково (на 10 %) препарат виводиться з калом. Період напіввиведення циталопраму становить у середньому 1,5 доби (35—36 годин), при порушеннях функції печінки та в осіб похилого віку цей час може збільшуватися.

## Покази до застосування
Циталопрам застосовують при депресіях різного походження та для профілактики їх рецидивів, панічних розладах, обсесивно-компульсивних розладах, психосоматичних розладах, деменціях, булімії та анорексії, депресіях при алкоголізмі.

## Побічна дія
Циталопрам позиціонується як препарат, при застосуванні якого спостерігається незначна кількість побічних ефектів, найчастішими з яких є підвищена втомлюваність, розлади сну, головний біль, тремор, нудота, зниження апетиту. Іншими побічними ефектами препарату є:
- Алергічні реакції — шкірний висип, свербіж шкіри, кропив'янка, набряк Квінке, синдром Лаєлла, синдром Стівенса — Джонсона, анафілактичний шок, облисіння, фотодерматоз, еритема шкіри, підвищена пітливість.
- З боку травної системи — діарея або запор, дисфагія, гепатит, сухість у роті, біль у животі, шлунково-кишкова кровотеча, ректальна кровотеча.
- З боку нервової системи — підвищена тривожність, неспокій, запаморочення, порушення смаку, маніакальні та гіпоманіакальні стани, агресивність, порушення концентрації уваги, сплутаність свідомості, галюцинації, патологічні сновидіння і нічні марення, деперсоналізація, серотоніновий синдром, затуманення зору, скреготіння зубами, мідріаз, панічні атаки.
- З боку серцево-судинної системи — тахікардія, подовження інтервалу QT, аритмії, гіпотензія або гіпертензія.
- З боку сечостатевої системи — часте сечовипускання, поліурія, маткові кровотечі, розлади або недостатня еякуляція, галакторея, зниження потенції, пріапізм, відсутність оргазму в жінок.
- Інші побічні ефекти — синдром неадекватної секреції антидіуретичного гормону, болі в суглобах, тромбоцитопенія, задишка, кашель, носова кровотеча, риніт, синусит, збільшення активності ферментів печінки в крові.

## Протипокази
Циталопрам протипоказаний при підвищеній чутливості до препарату, одночасному лікуванні інгібіторами моноамінооксидази, лінезолідом, пімозидом або іншими препаратами, що спричинюють подовження інтервалу QT, подовження інтервалу QT, при наявності ознак серотонінового синдрому. Препарат не рекомендований для застосування при вагітності та годуванні грудьми.

## Форми випуску
Циталопрам випускається у вигляді таблеток по 0,01; 0,02 і 0,04 г; розчину для перорального застосування із вмістом 10 мг циталопраму в 5 мл розчину.